# Atwood Southern Cross
Atwood Southern Cross – наразі демобілізоване напівзанурене бурове судно, яке провадило діяльність з середини 1970-х до кінця 2000-х років.

## Загальна інформація
Судно, яке первісно носило назву Southern Cross, спорудили на замовлення компанії Santa Fe International Corporation на австралійській верфі Brisbane Shipyard у Kangaroo Point, належній Evans Deakin & Company. Його будівництво припало на кризовий період в історії цього суднобудівного підприємства, так що уряд прийняв на себе зобов’язання субсидувати 45% вартості замовлення (із наданням гарантій Santa Fe щодо відсутності спроб повернути субсидію, якщо по завершенні будівництва бурова установка не буде експортована, а впродовж розумного періоду часу провадитиме буріння в австралійських водах). Втім, у підсумку Southern Cross стало останнім судном, спорудженим в Kangaroo Point.
Після виходу з доку бурова мачта була тимчасово розібрана для проходження судна по річці Брисбен під лініями електропередач у Булімбі. Далі впродовж цілого року платформа перебувала у затоці Моретон-Бей біля острова Моретон, де відбувалось її насичення обладнанням.
В 1995-му після викупу Atwood Oceanics судно було перейменоване на Atwood Southern Cross.
Після проведеної у 1997-му модернізації воно могло бурити при глибині моря до 600 метрів. Максимальна довжина свердловини становила 6 км, а проведення робіт забезпечувала бурова установка National Oilwell Varco ADS 30Q потужністю 2 тисячі кінських сил.

## Служба судна
Відомо, що первісно судно провадило роботу на північно-західному шельфі Австралії, а потім також взяло участь у бурінні біля східного узбережжя континенту.
У вересні 1998-го Atwood Southern Cross потрапило у простій, в якому перебувало до переводу на Середземне море в червні 2000-го. Тут судно взяло участь у програмі компанії British Gas на ліцензійній території West Delta Deep Marine у єгипетському секторі (втім, внесок Atwood Southern Cross обмежився лише 1 свердловиною із 36, споруджених буровими установками Atwood Oceanics).
Більш значним стало завдання для компанії British Petroleum, яка вела розвідку у блоці North Alexandria. При цьому у 2001-му внаслідок спорудження свердловин Fayoum (L-1x) та Libra-1, закладених в районах з глибиною моря 400 метрів та 600 метрів відповідно, виявили доволі значні газові родовища Фаюм та Лібра.
Того ж 2001-го на вході у турецьку затоку Іскендерун судно пробурило одразу три свердловини в районах з глибинами моря 153, 231 та 81 метр – Mercan-1, Ceylan-1 та Kılıç-1, котрі досягли глибини у 2021, 2800 та 2414 метрів (можливо відзначити, що наразі неодноразові спроби виявити родовища вуглеводнів у басейні Іскендерун не дали суттєвих результатів).
По завершенні турецької кампанії у грудні 2001 – січні 2002 років судно спорудило в ізраїльських водах за 15 кілометрів на захід від Ашкелону свердловину Nordan-1, закладену в районі з глибиною моря 59 метрів. Вона була пробурена до глибини 1900 метрів, проте не змогла виявити якогось родовища вуглеводнів.
Станом на весну 2002-го Atwood Southern Cross знову працювало у єгипетському секторі Середземного моря, а в кінці літа узялось за спорудження розвідувальної свердловини Qishon Yam-1 в ізраїльському секторі за кілька кілометрів на північний захід від Хайфи. Остання, замовлена компанією Oil Fields Ltd,  не змогла виявити поклади газу, хоча й надала цікаву геологічну інформацію щодо рифтогенезу Африкансько-Аравійської платформи.
За цим Atwood Southern Cross перемістилось до узбережжя південної Італії, де починаючи з кінця листопада 2002-го проходило інспекцію, обумовлену вимогами контракту з компанією AGIP на буріння поблизу Сицилії та Калабрії двох свердловин – Panda-1w та Saraceno-1 (перша з них, розташована неподалік Агрідженто в районі з глибиною моря 450 метрів, мала за мету підтвердити запаси нещодавно відкритого газового родовища Панда). Їх спорудження завершилось у травні 2003-го, після чого судно узялось за контракт з іншою італійською компанією Edison Gas, яка замовила не буріння, а ліквідацію трьох свердловин.
Через відсутність подальших замовлень у Середземномор’ї наприкінці 2003-го вирушила на схід, де спершу спорудила в Індії одну свердловину для компанії Cairn Energy.
В березні 2004-го почалось виконання укладеного з компанією Murphy Oil контракту, який передбачав спорудження від двох до шести свердловин у водах Малайзії, східного узбережжя півострова Малакка. У травні внаслідок буріння свердловини Kenarong-1 (закладена в районі з глибиною моря 69 метрів та досягла глибини 3186 метрів) виявили газове родовище Кенаронг, а у вересні оголосили про відкриття газового родовища Пертанг, яке виявили свердовиною Pertang-1, котра мала схожі параметри з Kenarong-1.
Слідом за цим судно вирушило до М’янми для робіт на замовлення корпорації Daewoo, які тривали щонайменше до кінця весни 2005-го.
У третьому кварталі 2005-го Atwood Southern Cross повернулось до Середземномор’я, де з кінця вересня по першу половину листопада бурило свердловину Gad-1 для ізраїльської Isramco. Закладена за 19 км на північний захід від Ашкелону в районі з глибиною моря 100 метрів, свердловина досягнула глибини у 2550 метрів, проте цільовий інтервал виявився заповненим водою.
Наступна робота виконувалась за контрактом на спорудження двох свердловин для компанії AGIP, тому станом на грудень 2005-го Atwood Southern Cross знову проходило інспекцію та сертифікацію, необхідну для робіт у італійських водах.
Первісно очікували, що контракт з AGIP вдасться завершити до кінця весни 2006-го, після чого судно вирушить до Чорного моря для робіт у болгарському секторі на замовлення Melrose Resources. Втім, у підсумку італійське завдання затягнулось на другу половину року, що дещо змінило плани робіт (але не регіон їх виконання). Тепер Atwood Southern Cross після прибуття до Чорного моря спершу спорудило три свердловини для турецької Toreador Resources – Akçakoca-3 та Akçakoca-4 (пробурені в районі з глибиною моря 94 метра, при цьому вони досягли глибини у 2200 та 1954 метра відповідно), а також Gülüç-1 (глибина моря 92 метра, глибина свердловини 1706 метрів). Перші дві дозволили відкрити родовище Акчакоча.
У середині березня 2007-го Atwood Southern Cross нарешті розпочало буріння у болгарському секторі, де в підсумку спорудило три свердловини – Izgrev-1 (досягла глибини у 1800 метрів), Ropotamo-1 та Obzor-1, закладені в районах з глибинами моря 300, 650 та 160 метрів відповідно. Жодна з них не призвела до виявлення родовищ.
Влітку 2007-го судно перейшло до турецького узбережжя, де спорудило три свердловини. Дві з них – Kuzey Cide-1 (глибина моря 574 метра, глибина свердловини 3100 метрів) та İnebolu-1 (глибина моря 106 метрів, глибина свердловини 2200 метрів) – пробурили в районі між Зонгулдаком та Сінопом, причому обидві вони виявились сухими. Свердловину Bati Eskikale-1 заклали на початку жовтня в районі з глибиною моря 107 метрів, за кілька кілометрів від відкритого раніше родовища Акчакоча. Вона досягла глибини у 2197 метрів та виявила газонасичені породи, проте визнання відкриття комерційним залежало від загальних запасів, які будуть виявлені на структурах цього району.
Існували плани залучення Atwood Southern Cross до розвідувального буріння в українському секторі Чорного моря на ліцензійній ділянці, яку отримала компанія Vanco Prykerchenska (це могло стати першим в Україні випадком буріння на глибинах, котрі перевищують можливості самопідіймальних установок). Atwood Oceanics повідомляла, що роботи повинні бути проведені до січня 2008-го, проте у підсумку обтяжений корупційними звинуваченнями проект Vanco Prykerchenska так і не дійшов до стадії реалізації.
Тим часом Atwood Southern Cross до середини січня 2008-го змогло виконати ще одне замовлення Melrose Resources на буріння у болгарському секторі свердловини Galata E3 (також відома як Kaliakra-1), що відкрила газове родовище Каліакра.
Надалі судно полишило Чорне море та спорудило в Егейському морі поблизу узбережжя Галліполі́йського півострова свердловину Anafartalar-1, закладену в районі з глибиною моря 86 метрів. Вона досягла глибини у 3498 метрів, проте не змогла відкрити якесь родовище вуглеводнів.
Того ж 2008-го Atwood Southern Cross у черговий раз працювало біля узбережжя Італії. Завершена на початку осені у Сицилійській протоці (за два десятки кілометрів від Агрідженто) свердловина Argo-2 змогла збільшити запаси відкритого за два роки до того родовища Арго,
Нарешті, останнім завданням 2008 року стало буріння в Атлантичному океані у водах Мавританії на замовленні малазійської компанії Petronas.
У грудні 2008-го судно потрапило у простій, в якому перебувало до червня 2010-го, коли його активували для робіт в Тунісі. Тут компанія ADX Energy замовила спорудження в районі Керкуану розвідувальної свердловини Lambouka-1. На початку вересня вона досягла проектної глибини 2786 метрів та виявила у цільовому резервуарі газопрояви, проте через певні ускладнення тут так і не вдалось узяти зразки.
Після цього Atwood Southern Cross кілька років простоювало поблизу Мальти. У 2014-му його продали на злам і в 2015-му судно утилізували на турецькому майданчику Şök Denizcilik у Аліазі.